# Saul Steinberg
Saul Steinberg (Râmnicu Sărat (Rumania), 15 de junio de 1914 - Nueva York (Estados Unidos), 12 de mayo de 1999) fue un caricaturista e ilustrador estadounidense de origen rumano. Es conocido por sus trabajos para The New Yorker.

## Biografía
Steinberg nació en Râmnicu Sărat (Rumania). Estudió filosofía durante un año en la Universidad de Bucarest y posteriormente asistió al Politécnico de Milán, en donde estudió arquitectura, graduándose en 1940. Durante su estadía en Milán, participó activamente en la revista satírica Bertoldo.
Steinberg abandonó Italia tras el establecimiento de las leyes antisemitas por el gobierno fascista. Steinberg pasó un año en República Dominicana esperando una visa estadounidense. Mientras tanto, enviaba sus caricaturas a revistas y periódicos extranjeros. En 1942, The New Yorker patrocinó su entrada a los Estados Unidos, iniciando así una larga relación entre Steinberg y la revista. Durante los más de 50 años que trabajó con The New Yorker, Steinberg creó cerca de 90 portadas y más de 1.200 dibujos para la revista.
Durante la Segunda Guerra Mundial, Steinberg trabajó para la inteligencia militar, estando estacionado en China, África del Norte e Italia. Después del final de la guerra, regresó a trabajar a los Estados Unidos. Aunque es conocido por su trabajo comercial, Steinberg también tuvo varias exhibiciones en museos y galerías de bellas artes. En 1946, formó parte de la exhibición "Fourteen Americans" en el Museo de Arte Moderno de Nueva York junto a artistas como Arshile Gorky, Isamu Noguchi y Robert Motherwell. También tuvo una retrospectiva de su trabajo en el Whitney Museum of American Art en 1978 y otra de manera póstuma en el Instituto Valenciano de Arte Moderno en 2002.
Luego de la muerte de Steinberg en 1999, se creó la Saul Steinberg Foundation, de acuerdo con su testamento. Además de administrar la herencia de Steinberg, la fundación tiene la misión de "facilitar el estudio y apreciación de las contribuciones de Saul Steinberg al arte del siglo XX."